# Érard de Brienne-Ramerupt
Vous lisez un « article de qualité » labellisé en 2022.
Pour les autres membres de la famille, voir Maison de Brienne.
Pour les articles homonymes, voir Brienne et Érard de Brienne.
Érard de Brienne-Ramerupt, né vers 1182 et mort vers 1246, est seigneur de Ramerupt et de Venizy, dans le comté de Champagne en France, à la fin du XIIe et au début du XIIIe siècle. Il est le deuxième fils d'André de Brienne et de son épouse Adélaïde de Traînel-Venizy.
Il hérite des seigneuries familiales après 1189 et la mort de son père et de son frère aîné au cours du siège de Saint-Jean-d'Acre durant la troisième croisade. Encore mineur, il est placé sous la tutelle de sa mère puis du second époux de celle-ci, Gaucher de Joigny. Une fois majeur, il prend pleine possession de ses terres puis épouse sa cousine au deuxième degré Hélisende de Rethel afin de réunir les deux moitiés de Ramerupt, mais ils sont rapidement contraints de se séparer pour cause de parenté trop proche.
Il envisage alors un pèlerinage en Terre sainte auprès de son cousin Jean de Brienne, devenu roi de Jérusalem, afin d'épouser Philippa de Champagne, fille d'un précédent roi de Jérusalem et comte de Champagne. Il obtient la permission du roi de France de quitter le royaume et entame son voyage au grand mécontentement de la régente du comté de Champagne Blanche de Navarre pour le compte du jeune Thibaut. En chemin, il est arrêté par des agents de la comtesse Blanche qui met tout en œuvre pour empêcher ce mariage, mais il réussit à se libérer. Arrivé à Saint-Jean-d'Acre, il constate que la comtesse, avec l'aide du pape Innocent III, a fait interdire ce mariage, mais après plus d'une année d'attente, profitant de l’inattention du roi Jean de Brienne et du patriarche de Jérusalem, Philippa réussit à s’enfuir et à l'épouser. Le couple retourne alors en Champagne malgré des arrestations arbitraires de la comtesse, où Érard revendique alors le comté au nom de son épouse et déclenche la guerre de succession de Champagne.
Ses premières actions sont probablement plus proches du brigandage que des actes de guerre, mais en représailles la comtesse fait en vain le siège du château de Noyers, où il réside alors. Puis Érard fait appel à la justice royale, mais Blanche demande que l'affaire ne soit jugée qu'à la majorité de son fils Thibaut, ce qui est accepté par le roi qui impose ainsi une trêve entre les deux parties. Mécontent, Érard reprend rapidement les armes avant d'être excommunié avec tous ses partisans par le pape. Blanche conduit alors une contre-attaque avec l'appui du duc de Bourgogne et réduit un par un le nombre de ses alliés, forçant Érard à renoncer à ses revendications. Celui-ci parvient à les négocier au meilleur prix possible. Son excommunication est levée peu après.
Les années suivantes, Érard semble être réconcilié avec le comte Thibaut IV de Champagne et mène une vie plutôt paisible. Il meurt vers 1246 et est inhumé dans la salle du chapitre de l'abbaye de Pontigny.

## Biographie

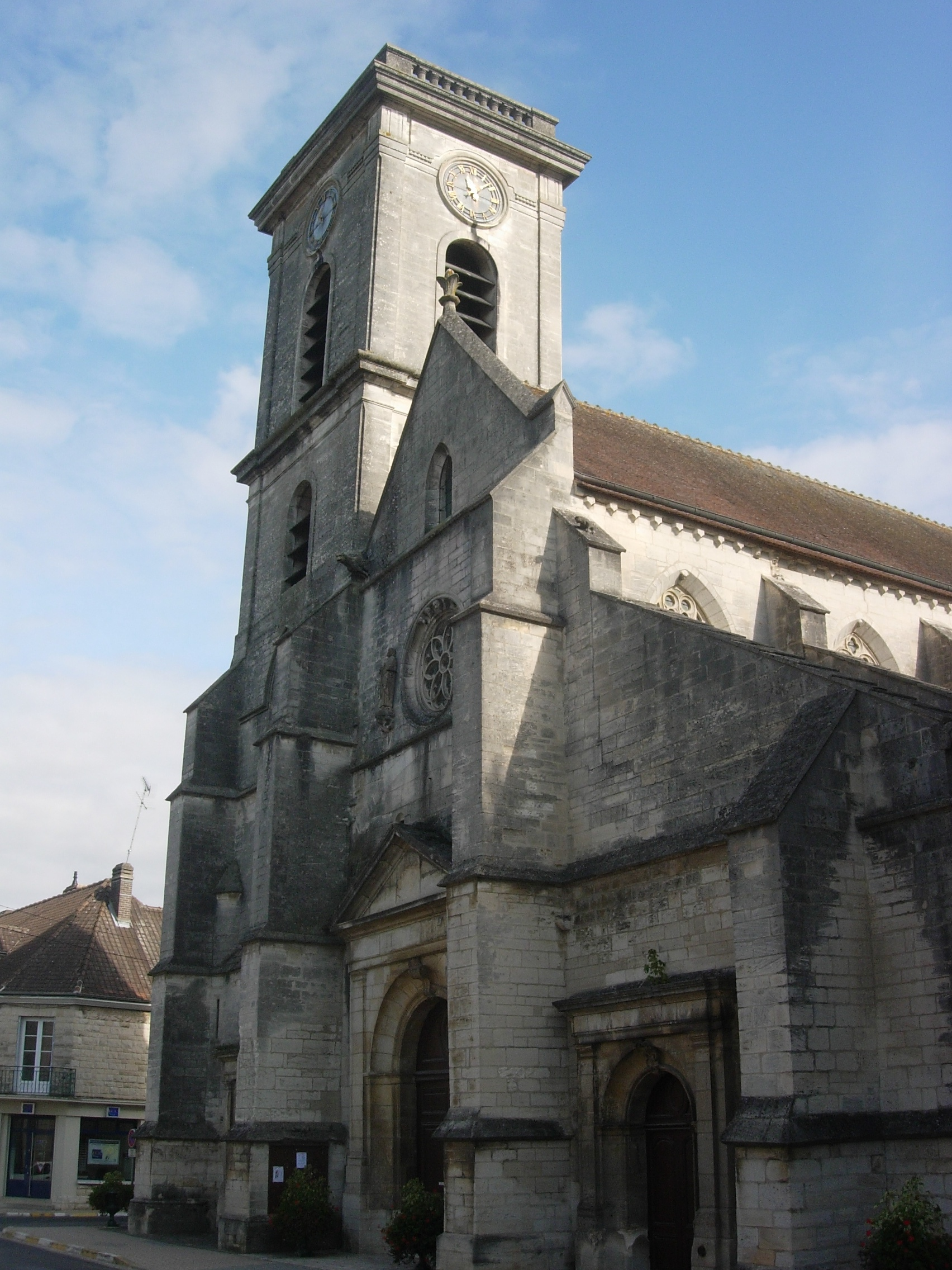
Église Saint-Pierre-et-Saint-Paul de Brienne-le-Château dont les parties les plus anciennes remontent au XIIe siècle.

### Jeunesse

#### Origines
Érard de Brienne-Ramerupt serait né avant 1171 selon l'historien Édouard de Saint-Phalle tandis que Guy Perry estime son âge à environ 7 ans lors de la mort de son père, soit une naissance aux alentours de 1182. Il est le deuxième fils d'André de Brienne, seigneur de Ramerupt, et de son épouse Adélaïde de Traînel-Venizy, dame de Venizy et de Saint-Valérien. Il succède à ses parents après 1189 lorsque son père ainsi que très certainement son frère aîné Gautier de Brienne-Ramerupt meurent au cours du siège de Saint-Jean-d'Acre durant la troisième croisade.
Par son père, fils puîné de Gautier II, comte de Brienne, il est issu d'une branche cadette de la maison de Brienne, une des plus anciennes et puissantes familles du comté de Champagne, dont elle est vassale. Par le jeu des alliances matrimoniales, elle est l'alliée de nombreuses familles champenoises, comme celles de Broyes, Chacenay, Choiseul, Joinville, Reynel, Traînel ou encore Vignory.
Du côté de sa mère, issue d'une branche cadette de la maison de Traînel, il possède des origines capétiennes. En effet, Adélaïde de Venizy est la petite-fille de Fleury de France, lui-même fils du roi des Francs Philippe Ier et de sa seconde épouse Bertrade de Montfort.

#### Début de carrière

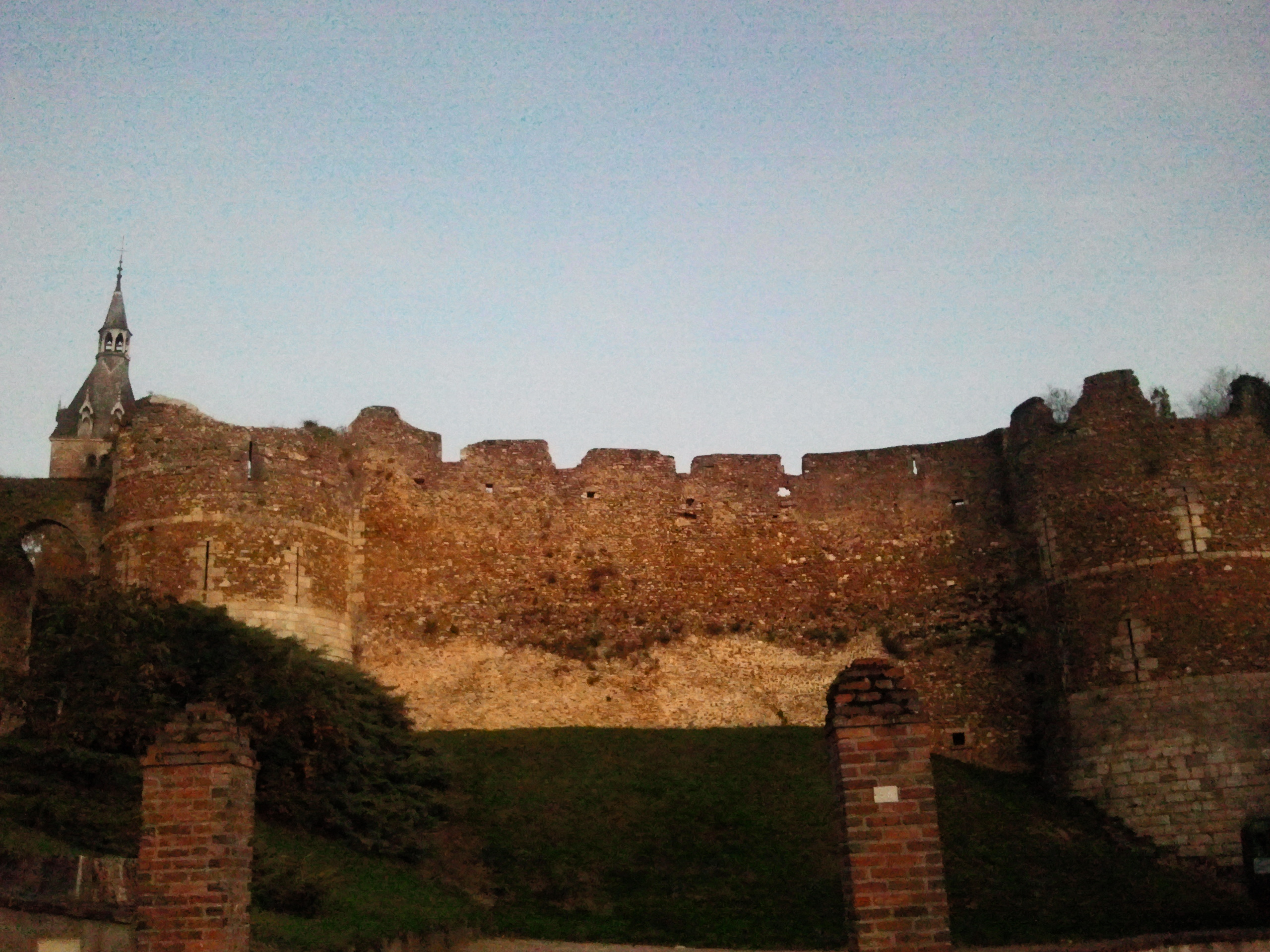
Ruines de l'ancien château de Château-Renard, reconstruit à partir de 1232 par Gaucher de Joigny, beau-père d'Érard de Brienne.

Il hérite de la seigneurie de Ramerupt après 1189 lorsque son père et son frère aîné meurent au cours de la troisième croisade. Toutefois, il est alors encore mineur et est probablement placé sous la tutelle de sa mère Adélaïde de Traînel-Venizy. Celle-ci se remarie vers 1195 avec Gaucher de Joigny, seigneur de Château-Renard et frère du comte de Joigny Guillaume Ier, mais n'a pas de postérité avec lui. À la suite de ce mariage, Gaucher exerce la régence sur Ramerupt tout en apportant sa protection au jeune Érard, et signe même certains actes en tant que seigneur de Ramerupt jusqu'à la majorité d'Érard.
Au mois de mai 1203, Érard signe sa première charte connue en tant que chevalier et fils d'André de Venizy, dans laquelle il ratifie un don de sa mère en faveur de l'abbaye de Pontigny, ce qui montre qu'il a atteint la majorité et qu'il gouverne probablement à Ramerupt mais aussi à Venizy, alors que sa mère, dame de ce lieu, est encore vivante. Dans un autre acte de la même année, il porte également le titre de dominus, c'est-à-dire de seigneur.

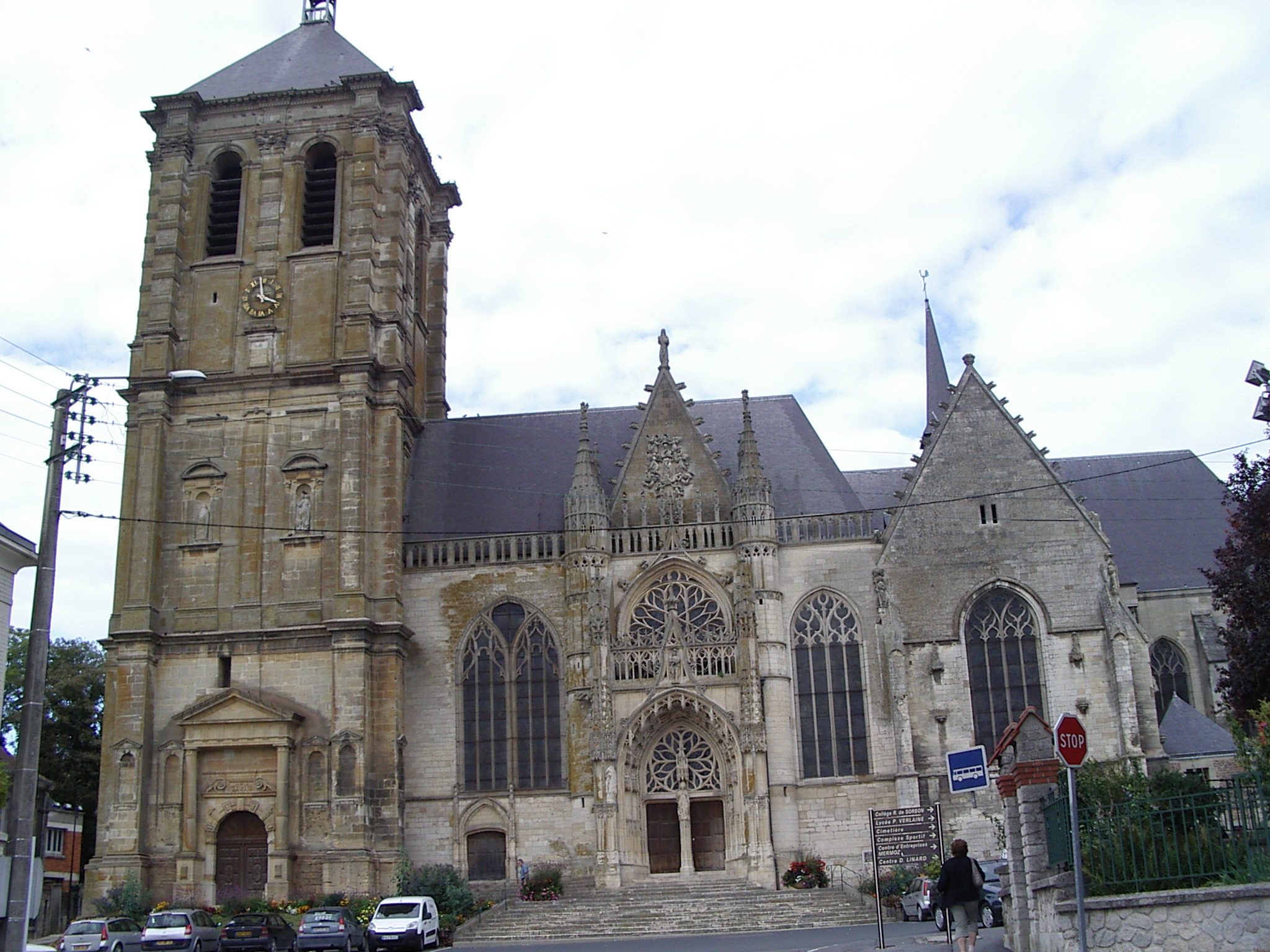
Église Saint-Nicolas de Rethel datant des.

Au cours des années qui suivent, Érard se marie en premières noces avec une dame prénommée Hélisende ou Hélissent, mais dont la famille d'origine n'est pas certaine. Le père Anselme de Sainte-Marie affirme que cette dame est Hélisende de Rethel, comtesse du Perche, fille du comte de Rethel Hugues II et de son épouse Félicité de Broyes, dame de Beaufort et de la deuxième moitié de Ramerupt, et qu'ils étaient déjà mariés en 1210, date à laquelle elle aurait été nommée dans une charte de l'abbaye de Pontigny,. Toutefois, Henri d'Arbois de Jubainville et Alphonse Roserot réfutent cette idée, arguant qu'Hélisende de Rethel était comtesse du Perche par son mariage avec Thomas du Perche et que celui-ci étant décédé en 1217, elle ne pouvait donc pas être comtesse du Perche en 1210 si elle avait épousé en premières noces Érard de Brienne,. Néanmoins, Édouard de Saint-Phalle propose l’hypothèse qu'Érard et Hélisende de Rethel auraient bien été unis vers 1208 mais que pour cause de consanguinité, leur mariage aurait été discrètement annulé par l'Église. Hélisende aurait donc très bien pu épouser peu après en secondes noces Thomas du Perche et ainsi être comtesse du Perche en 1210 et apparaitre dans une charte de cette même année en compagnie de son cousin avec qui elle partage la seigneurie de Ramerupt. De plus, un tel mariage aurait été cohérent car il permettrait de réunir les deux moitiés de cette importante seigneurie. C'est donc très probablement à tort que de nombreuses généalogies présentent Érard comme veuf après 1210 alors qu'il n'est que séparé. Ce premier mariage a néanmoins été fécond puisqu'il a donné naissance à au moins un enfant, prénommé André et cité en 1211, mais mort en bas âge.
Preuve de l'importance de cette seigneurie au sein du comté, son titulaire concourt avec les plus grands seigneurs champenois à l'ordonnance de Champagne de 1212 sur le règlement de succession des fiefs entre filles et sur les duels.

### Voyage en Terre sainte

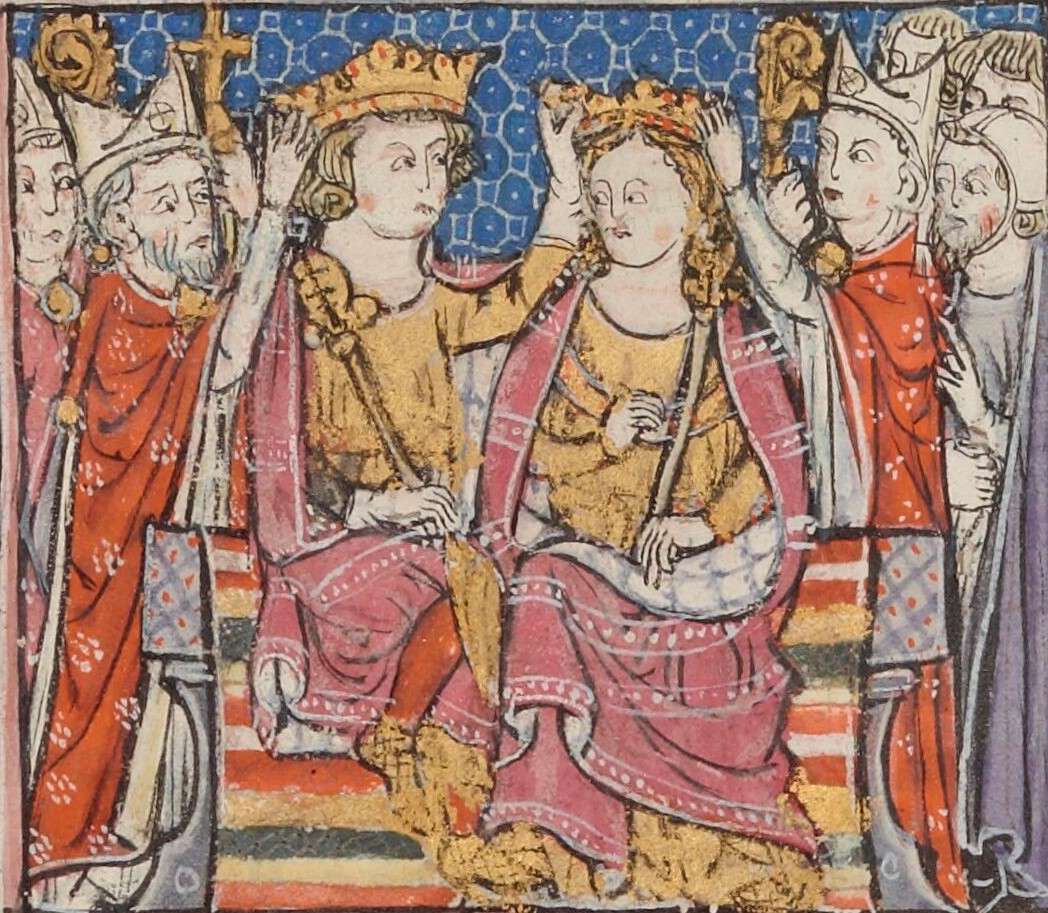
Miniature du couronnement de Jean de Brienne et de Marie de Montferrat le 3 10 1210 à Tyr. Histoire de la guerre sainte de Guillaume de Tyr, BNF, Fr.2824, XIIIe siècle.

#### Départ de Champagne
Libre de tout engagement marital et sans héritier, Érard planifie alors de faire le voyage en Terre sainte afin de se rendre auprès de son cousin germain Jean de Brienne, couronné roi de Jérusalem en 1210 à la suite de son mariage avec Marie de Montferrat, afin de lui demander la main d'une des filles de l'ancien comte de Champagne et roi de Jérusalem Henri II dont il exerce la tutelle. Mais avant de pouvoir s'exécuter, il doit demander l'autorisation du roi afin de pouvoir quitter le royaume et d'être dispensé du service féodal pendant son absence. Érard se rend donc en 1213 à Paris auprès de Philippe Auguste afin de lui exposer sa volonté de partir en Terre sainte, ce à quoi le roi consent. Il profite également de cet entretien pour lui faire part de ses intentions de mariage : « Le roi de Jérusalem est mon cousin germain, peut être voudra-t-il me donner en mariage une des filles d'Henri, comte de Champagne, mais je ne voudrais l'épouser qu'avec votre assentiment ». Ce à quoi le roi répond : « Ce ne sera pas moi qui ferai votre mariage avec elle, et ce ne sera pas moi qui l'en empêcherai, mais soyez certain que je rendrai toujours justice à ceux qui s'adresseront à mon tribunal ». Remerciant le monarque, il repart alors dans ses terres afin de préparer son départ prochain.

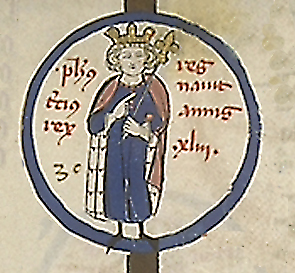
Le roi Philippe Auguste, miniature tirée du De origine prima Francorum, Bernard Gui, Bibliothèque de Toulouse, vers 1314-1320.

Cependant, cette conversation est rapportée à Blanche de Navarre qui fait envoyer auprès d'Érard son connétable Guy de Dampierre afin de lui faire abandonner son projet, arguant qu'un vassal ne peut avoir une conduite contraire aux intérêts de son suzerain sans manquer à ses obligations. Érard lui répond évasivement et quitte la Champagne en juin 1213. Avertie, Blanche considère dès lors qu'Érard n'est plus son vassal et lui confisque l'ensemble des terres qu'il tient d'elle malgré son récent statut de croisé et la protection qui lui est ainsi accordée par l'Église, sous prétexte qu'il serait débiteur de ses Juifs.
Dans le même temps, elle essaie également de le retenir par la force et envoie à sa poursuite un de ses agents, Lambert de Châtillon, qui le fait arrêter à Marseille comme simple voleur sur la base de lettres fournies par la comtesse. Il reste quelque temps emprisonné avant d'être libéré faute de preuve avant de pouvoir continuer son voyage pour la Terre sainte, toujours suivi de près par Lambert de Châtillon chargé d’empêcher ou tout du moins de ralentir sa progression.

#### Deuxième mariage

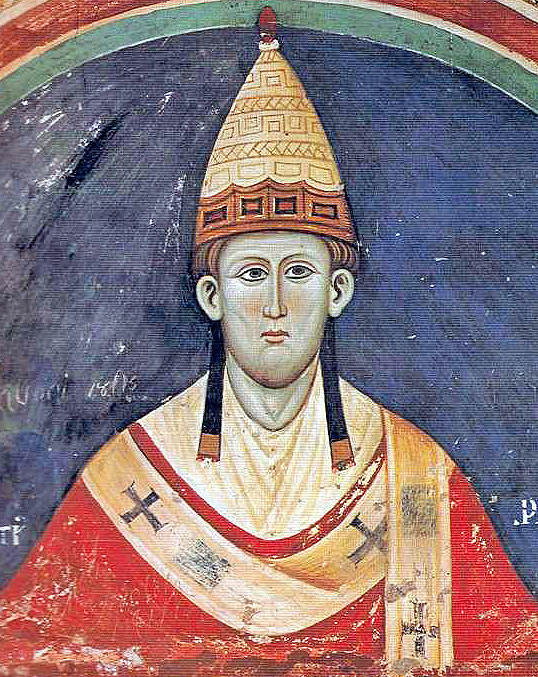
Détail d’une fresque représentant le pape Innocent III du cloître du sanctuaire du Sacro Speco à Subiaco réalisée vers 1219.

N'ayant pu retenir Érard en France, Blanche en appelle au pape Innocent III qui fait réaliser par son légat en France, Robert, une enquête pour connaître le degré de parenté entre les deux futurs époux et savoir s'ils ne sont pas d'un degré prohibé. Le résultat fait apparaître qu'Érard, par sa mère Alix de Vénisy, est l'arrière-petit-fils de Fleury de France, demi-frère du roi Louis VI le Gros, tandis qu'Henri II est par sa mère Marie de France, arrière-petit-fils du même Louis le Gros. Ils sont par conséquent cousins au neuvième degré. Par une bulle du 16 décembre 1213, le pape ordonne alors au patriarche de Jérusalem, Albert Avogadro, et à l'archevêque de Tyr de s'opposer à cette union par l'emploi des peines canoniques. La bulle précède l'arrivée en janvier 1214 d'Érard à Saint-Jean-d'Acre, qui est accueilli par les deux ecclésiastiques qui lui notifient alors la décision papale. À la suite du décès du patriarche de Jérusalem, le pape écrit en février 1214 à son successeur Raoul de Mérencourt, pour savoir ce qu'il en est de la situation et lui rappeler son opposition à ce mariage. Et afin que cette volonté soit connue de tous, le pape envoie des bulles semblables à l’archevêque de Césarée, au prieur du Saint-Sépulcre ainsi qu'au chantre d'Acre afin qu'ils publient dans tout le royaume de Jérusalem que le mariage entre Érard et Philippa de Champagne est défendu sous peine d'excommunication.

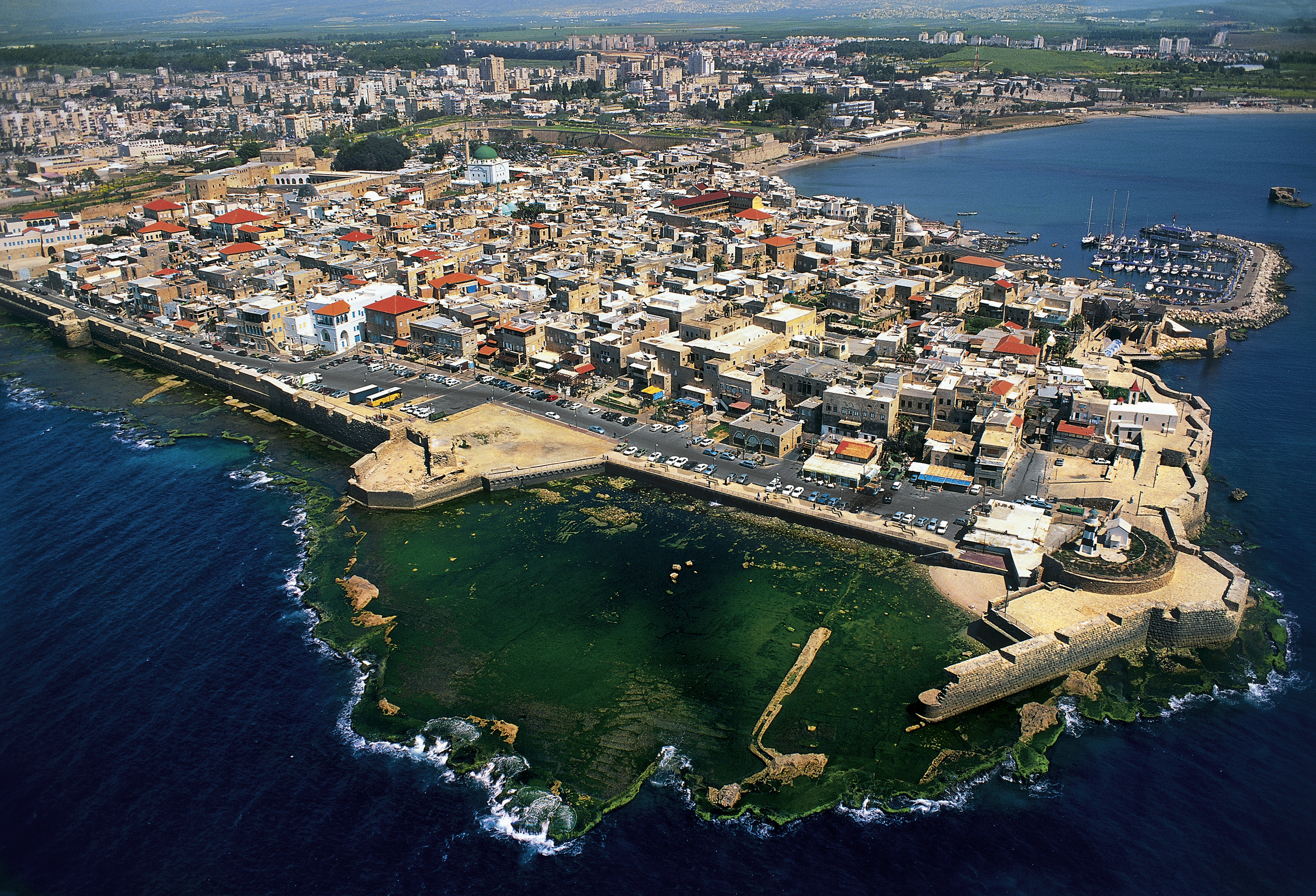
Vue aérienne de la vieille ville de Saint-Jean-d'Acre de nos jours.

Vers mars-avril 1215, plus d'une année après l'arrivée d'Érard, Philippa profite de l'absence de son beau-père le roi de Jérusalem, chez qui elle loge, ainsi que de celle du patriarche Raoul, pour s'échapper du château royal et rejoindre Érard dans son hôtel et tous deux se marient dès le matin suivant. À son retour, le roi Jean, en apprenant la nouvelle, témoigne d'un mécontentement de façade qui ne trompe personne tant l'intérêt de son cousin lui importe.
Mais dans le même temps, le trésorier du Temple, Geoffroy, informe le pape de cette désobéissance. Toutefois, la validité de ce mariage ne sera jamais attaquée, car en cette même année a lieu le quatrième concile du Latran qui assouplit la législation ecclésiastique sur le mariage en ne les prohibant que jusqu'au huitième degré canonique, rendant l'interdiction papale caduque.

#### Retour en Champagne

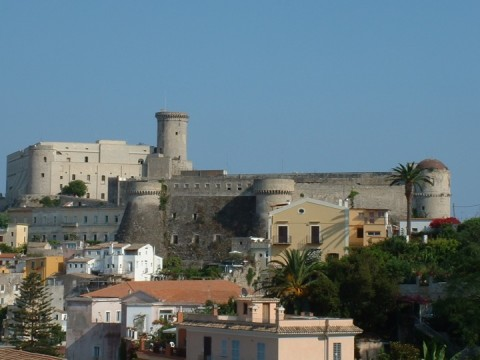
Château de Gaète dont la construction date du début du XIIIe siècle.

Sitôt après leur mariage, le couple embarque vers juin 1215 pour la France avec cinq chevaliers pour escorte, mais leur périple est toujours surveillé par la comtesse Blanche de Navarre qui en fait une véritable épreuve. Il accoste à Gaète en juillet 1215 où se trouve alors le pape et se retrouve mêlé à la foule des pèlerins. Il n'ose aller lui présenter son hommage de crainte d'y être mal reçu et continue sa route par mer jusqu'à Gênes. Là, Érard est rattrapé par d'autres agents de la comtesse, dont son chambrier Lambert Bouchu, le frère de ce dernier Pierre Goin, ainsi qu'un chevalier qui le provoque en duel au nom de la comtesse. Il n'est pas établi si un combat eut lieu, mais toujours est-il qu'Érard est une nouvelle fois emprisonné. Il fait en vain appel à la justice génoise, qui se refuse à statuer sur son cas sous la pression du pape, celui-ci ayant averti qu'il excommunierait tous ceux qui porteraient aide à cet ennemi de l'Église qu'est devenu Érard. Au bout de cinq mois, il profite d'un mouvement massif de voyageurs en route pour Latran, où un concile a lieu du 11 au 30 novembre 1215, pour s'enfuir de Gênes.
Mais alors qu'il passe par Le Puy-en-Velay, Érard est de nouveau arrêté sur ordre de la comtesse Blanche qui l'accuse maintenant de traîtrise. Toutefois, cette arrestation est jugée comme illégale par les autorités locales puisque Érard possède toujours le statut de croisé, et loin de l'ombre du pontife, il est reconnu exempt de la juridiction des juges ordinaires et rapidement libéré.
Érard arrive enfin en Champagne en janvier 1216 où il revendique dès lors le comté au nom de sa belle-sœur Alix et de son épouse Philippa contre Blanche de Navarre, veuve du comte Thibaut III de Champagne (frère cadet d'Henri II) et régente au nom de son fils Thibault IV, ce qui provoque alors le début de la guerre de succession de Champagne.

### Guerre de succession de Champagne

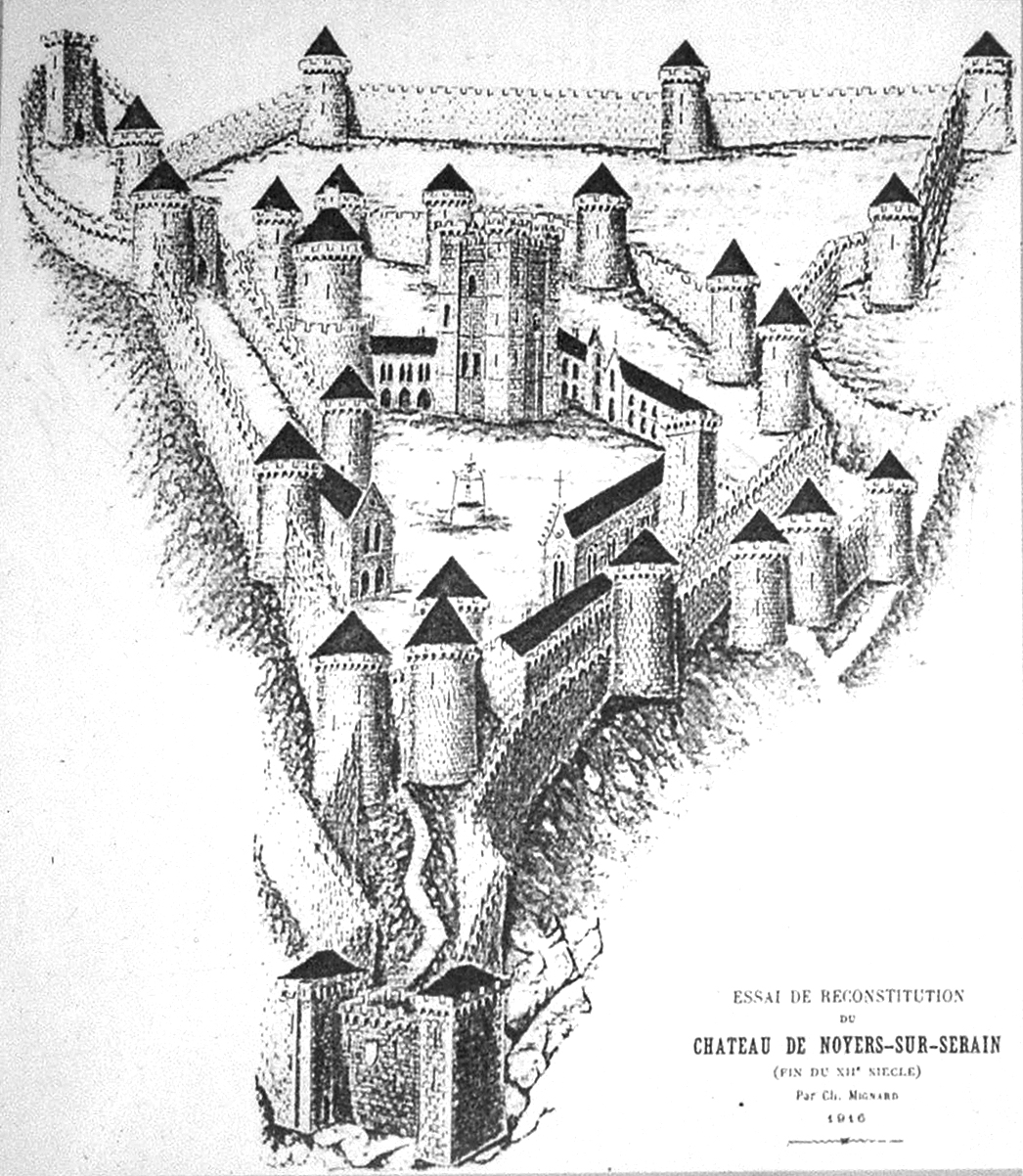
Essai de reconstitution du château de Noyers à la fin du XIIe siècle, par Charles Mignard.

#### Premières batailles et première trêve
Le conflit est probablement initié par Érard et ses partisans, dont les actions sont d'abord plus proches du brigandage que de la guerre. Érard préfère ne pas justifier sa prise d'armes par la revendication du comté de Champagne du chef de son épouse, de crainte de se trouver en opposition avec le pape et le roi, mais plutôt par la spoliation de ses fiefs par la comtesse alors qu'il avait le statut de croisé et bénéficiait de la protection de l’Église, ce qui le contraint à résider au château de Noyers, demeure de son beau-frère Miles VI de Noyers. Blanche envoie rapidement une armée faire le siège de Noyers, mais ne parvient pas à prendre la ville et se contente de ravager la campagne environnante avant de lever le siège.
Érard se rend alors auprès du roi Philippe Auguste afin de le prier de recevoir son hommage pour le comté de Champagne, ce qui reviendrait à l'accepter comme successeur du comte Henri II de Champagne. Mais les agents de la comtesse sont déjà présents à la cour du roi qui lui rétorque qu'une même affaire ne peut être traitée à la fois sur le plan judiciaire et par la force. Une demande par voie légale signifie donc une suspension des armes. Érard accepte cette trêve et le roi envoie en avril 1216 Guillaume des Barres et Mathieu de Montmorency auprès de Blanche afin de l'inviter à en faire de même, ce qu'elle accepte. C'est la première trêve de ce conflit qui en connaîtra beaucoup.
L'affaire est traitée en juillet 1216 à Melun dans une assemblée présidée par le roi. Érard, Thibaut et Blanche s'y présentent, mais cette dernière réclame que le procès ne soit pas jugé sur le fond et demande l’exception dilatoire de minorité. De ce fait, le statu quo est imposé à Érard et doit être maintenu jusqu'à la majorité de Thibaut, soit jusqu'en 1222.

#### Reprise des hostilités et excommunications

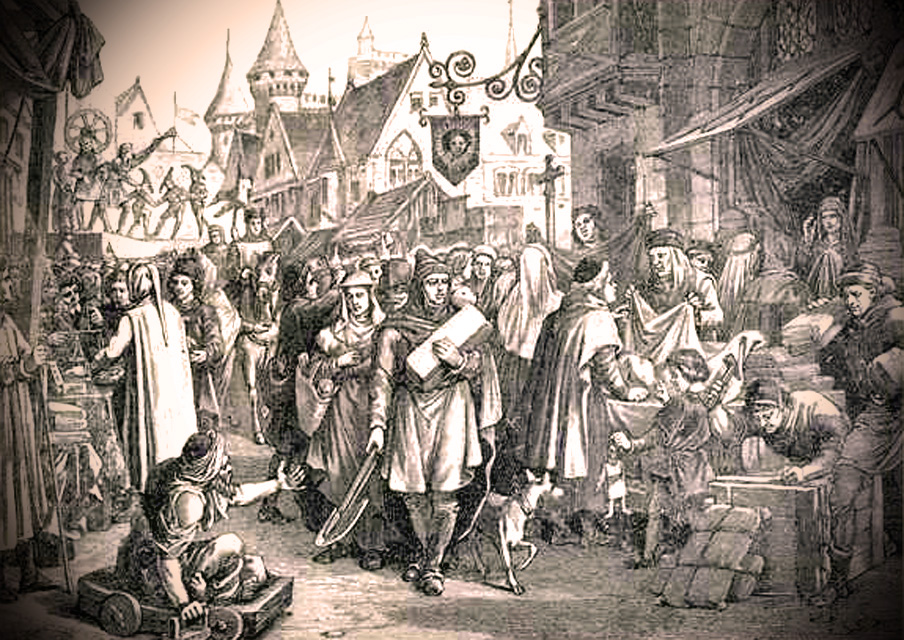
Gravure représentant les foires de Champagne. Album historique d'Ernest Lavisse, 1898.

La trêve imposée par le roi ne dure toutefois pas longtemps et Érard reprend les armes au motif qu'il n'a pas eu restitution de ses biens confisqués injustement lors de son départ en croisade. Il ravage plusieurs villages et attaque des marchands allant ou venant aux foires de Champagne, sources importantes de revenu pour le comté. Blanche porte l'affaire devant l'assemblée du roi réunie à Melun en mars 1217 qui condamne Érard et Philippa à indemniser Blanche, ainsi que les marchands, des dégâts occasionnés. De plus, il leur est désormais interdit de porter leur action au tribunal royal tant que ces torts n'auront pas été réparés et accompagnés d'une forte compensation des préjudices subis. Le roi souhaite ainsi éviter tout problème en Champagne afin de se concentrer sur ses conquêtes en Poitou, en Berry ou dans la Marche.
Érard refuse de payer, car le roi a déjà annoncé qu'il n'accepterait de l'entendre qu'à la majorité de Thibaut et sans aucune promesse de succès, et continue de soutenir sa cause par les armes. De plus, il n'est pas certain que ces actes aient été directement réalisés par Érard, mais peut-être par ses partisans qui, face à cette succession de décisions leur paraissant iniques, peuvent avoir l'impression qu'Érard est spolié de ses droits par un imbroglio de droit romain. À la suite de ces attaques armées contre elle, Blanche demande expressément l'aide du roi, mais celui-ci n'a que peu d'appuis à lui accorder malgré deux cents fromages qu'elle lui donne en cadeau pour s'attirer les faveurs royales.

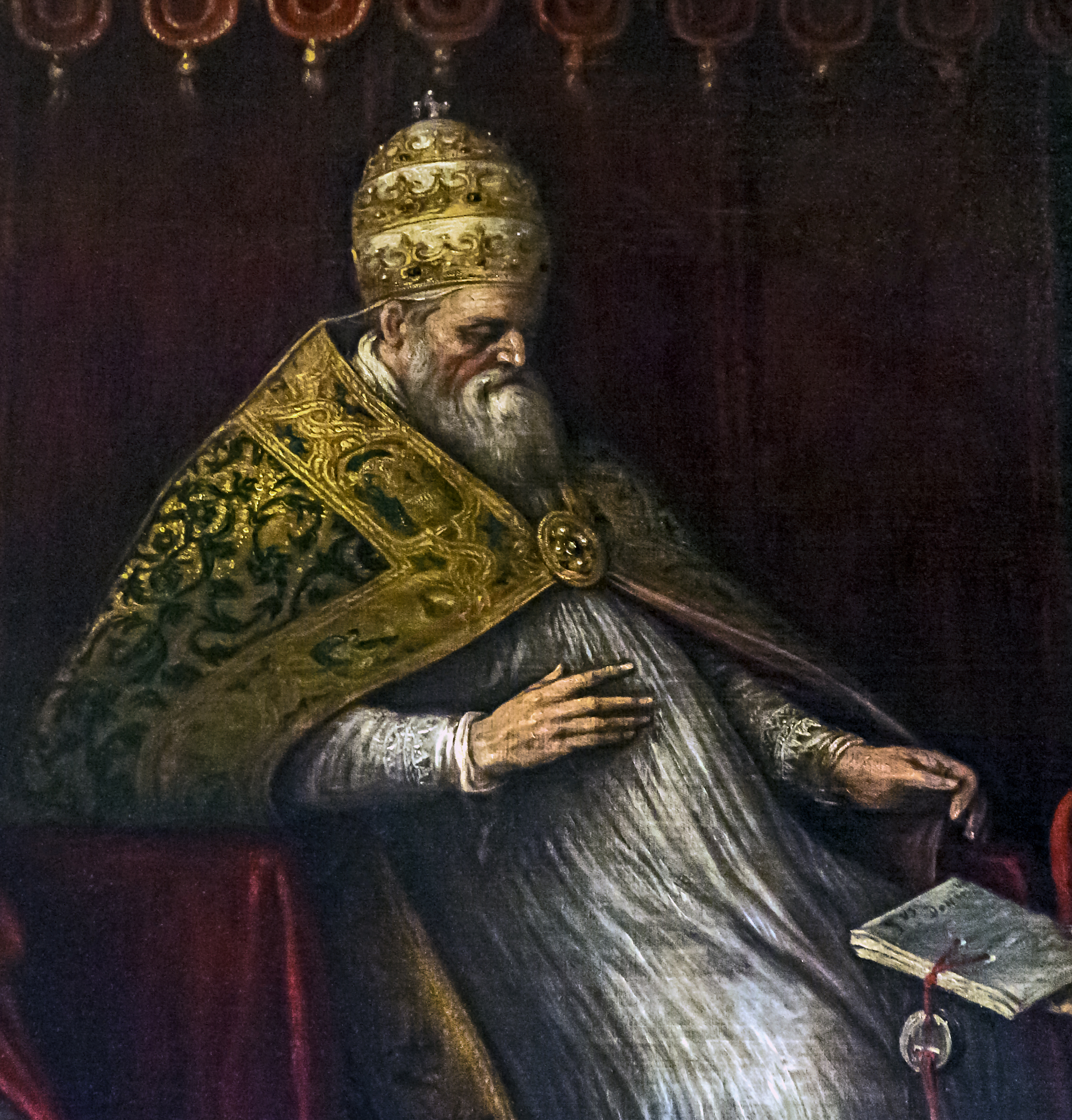
Le pape Honorius III par Leandro Bassano, Basilique San Zanipolo, Venise.

Dans le même temps, Blanche appelle l'aide du pape Honorius III, récent successeur d'Innocent III qui lui avait déjà accordé son soutien, et lui envoie comme cadeau deux pièces de perse et un morceau de toile pour la réalisation de deux surplis. Honorius renouvelle les dispositions de son prédécesseur en plaçant Blanche et son fils Thibaut sous sa protection, et convie Érard et Philippa à comparaitre devant lui afin de juger de la légitimité de la naissance de Philippa, tout en leur interdisant sous peine d'excommunication de continuer leurs revendications par les armes. Les deux époux refusent de se soumettre, aussi le pape ordonne aux évêques français de prononcer leur excommunication, mais seuls deux d'entre eux exécutent la sentence papale, l'archevêque de Reims Albéric de Humbert le 25 avril 1217 et l'évêque de Senlis Guérin. Cette sentence n'est cependant pas appliquée par tous les prélats qui renâclent à obéir, notamment les premiers intéressés dont les diocèses comprennent les terres des principaux belligérants, à savoir l'évêque de Langres Guillaume de Joinville dont le frère Simon de Joinville a pris parti pour Érard, l'évêque d'Auxerre Guillaume de Seignelay dont le cousin germain Étienne de Seignelay a fait le même choix et l'évêque de Troyes Hervé alors en procès avec la comtesse Blanche de Navarre.

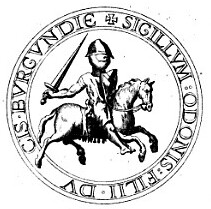
Sceau du duc Eudes III de Bourgogne.

Devant ces refus et malgré de multiples pressions, le pape ordonne à trois nouveaux mandataires, les abbés de Val-Secret et de Saint-Jean-des-Vignes ainsi que le doyen de Soissons, de suspendre les évêques de Langres et de Troyes s'ils ne font pas excommunier publiquement Érard et Philippa ainsi que l'ensemble de leurs partisans. Puis afin d’affermir sa volonté, il prononce lui-même le 2 février 1218 la sentence d'excommunication contre le jeune couple et désigne nominativement vingt-cinq de ses alliés, Cette vindicte papale n'est pas étonnante, car ce conflit monopolise l'attention de nombreux seigneurs champenois et bourguignons et les empêche donc de s'engager pour la cinquième croisade décrétée en 1216 par Innocent III lors quatrième concile du Latran. Le duc Eudes III de Bourgogne lui-même avait écrit au pape au début de l'année 1217 pour l'informer qu'il se devait de soutenir le comte de Champagne contre les prétentions d'Érard et qu'il était ainsi contraint de retarder son vœu de croisade.

#### Contre-attaque de la comtesse de Champagne

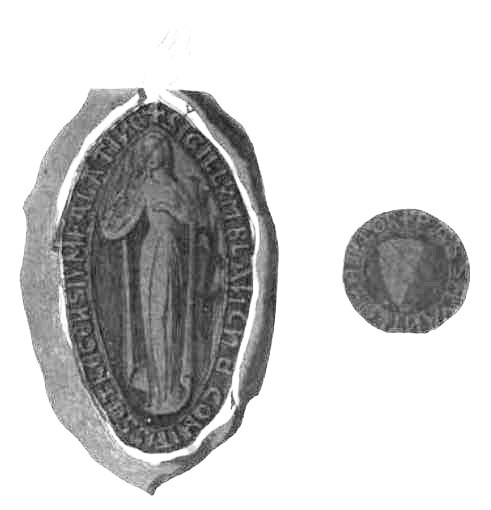
Sceau et contre-sceau de Blanche de Navarre. Sur le contre-sceau figure l'inscription Passavant le meillor.

À la suite de l'excommunication papale, Érard et ses partisans montrent alors moins de volonté à guerroyer et Érard propose même une trêve à Blanche en septembre 1217 qui doit durer jusqu'au 15 octobre, qui est prolongée une première fois jusqu'au 5 novembre, puis au 5 décembre et enfin au 31 décembre. Le 24 février 1218, une nouvelle trêve est signée jusqu'au 22 avril, bien qu'Érard continue de contester administrativement les procédures à son encontre.
Blanche profite alors de cet instant de faiblesse chez ses adversaires pour réduire les partisans d'Érard. Elle attend la fin de la trêve le 22 avril 1218 pour prendre la tête de ses armées rassemblées à Wassy et de faire la jonction avec celles du duc Eudes III de Bourgogne avant de marcher en direction des places-fortes des rebelles. Eudes et Blanche ravagent alors le Bassigny et vainquent les seigneurs de Joinville, Chateauvillain, Clefmont et Choiseul,. Les alliés sont ensuite rejoints vers Bar-sur-Aube par les troupes du comte de Bar Henri II avant d'attaquer le plus puissant soutien d'Érard, le duc de Lorraine Thiébaud Ier. Les trois armées arrivent à Nancy le 31 mai 1218 et livrent la ville aux flammes avant de rejoindre le lendemain 1er juin à Amance l'empereur Frédéric II, déjà en guerre contre le duc de Lorraine, et où ce dernier est obligé de se rendre et de signer un humiliant traité de paix.
À la suite du renoncement de nombre de ses alliés et alors qu'il est retranché avec ses derniers partisans à Faucogney, fief de Renard II de Choiseul hors de la juridiction du comté de Champagne, Érard signe une trêve le 7 juin 1218 qui doit durer jusqu'au 1er juillet. Seul Érard II de Chacenay refuse de reconnaître la défaite et continue de combattre la comtesse Blanche, mais il semble que ce soit plus pour une question de principe ou d'honneur.

#### La fin du conflit

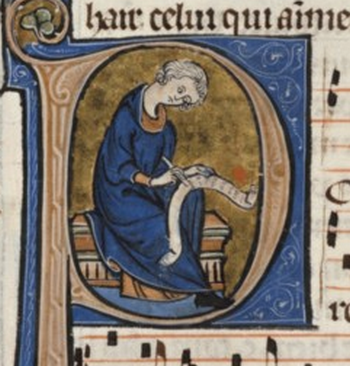
Le comte, dit le Chansonnier (Bibliothèque Nationale de France, Français 513, Détail).

Le 8 juillet 1218, Érard et Blanche signent une trêve de quatre ans sous réserve de plusieurs conditions, dont particulièrement que la comtesse Blanche et son fils Thibaut interviendront auprès du pape afin d'obtenir l'absolution d'Érard et de tous ses partisans et que les fiefs qu'elle a saisis depuis 1213 lui seront restitués. En outre, Blanche doit verser à Érard une rente annuelle de 3 000 livres de Provins tant que durera la paix.
Pendant cette trêve, Érard et son épouse Philippa s'échinent à obtenir le pardon du pape. À cet effet, le 9 janvier 1219 Honorius III ordonne aux abbés de Val-Secret et de Saint-Jean-des-Vignes et au doyen de Soissons de juger deux points du litige, à savoir si le couple avait payé réparation pour les actes de guerre qui avaient motivé leur excommunication et de savoir si Philippa est une enfant légitime. Puis, par bulle du 10 octobre 1220, le pape rappelle que le couple a été excommunié par deux fois : une première fois pour avoir refusé de se rendre aux invitations à comparaitre à la cour de Rome afin que soit jugée la légitimité de Philippa, puis une seconde fois pour avoir porté la guerre en Champagne alors qu'il le leur avait interdit. Ainsi, la première excommunication ne peut être levée que si le couple fait serment de purger leur contumace, et la seconde en payant dommages et intérêts qui seraient fixés ultérieurement,.
Près d'un an plus tard, la comtesse Blanche et son fils Thibaut renoncent par traité du 2 novembre 1221 à exiger d'Érard et Philippa les dommages et intérêts auxquels ils ont été condamnés, et déclarent le couple libéré de ses dettes. Érard et Philippa décident alors de leur vendre au plus cher leurs prétentions. Ainsi, en échange de leur renonciation au comté de Champagne, que ce soit en leur nom propre ou par l'intermédiaire de la sœur de Philippa, Alix, s'ils venaient à hériter d'elle — mais réservant néanmoins leur droit sur le comté au cas où Thibaut décéderait sans descendance — le couple obtient une somme de 4 000 livres et une rente de 1 200 livres,.
Le pape peut alors lever l'excommunication, et les époux, après avoir reçu en mai 1222 les 4 000 livres prévues au traité, obtiennent leur rente par des terres, disséminées de par le comté de Champagne afin de ne pas servir de fondement pour une puissance politique ou militaire, dont la prévôté d'Herbisse et ses dépendances ainsi que les seigneuries de Saint-Mards-en-Othe, de Maraye-en-Othe et de Villeneuve-au-Chemin, fiefs qu'ils revendront par la suite sauf le dernier.

### Fin de carrière

#### Une paix instable

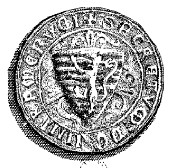
Contre-sceau d'Érard de Brienne-Ramerupt sur lequel apparaît son blason : burelé d'azur et d'or, au lion d'or brochant sur le tout.

En 1224, Érard semble réconcilié avec le comte Thibaut IV de Champagne, puisqu'il concourt avec les autres grands seigneurs champenois à l'ordonnance de Champagne sur le partage des fiefs entre enfants mâles.
Toutefois, il semble éprouver des difficultés financières au sortir de la guerre de succession, étant donné qu'il a longtemps été privé de ressources à cause de la confiscation de ses biens entre 1213 et 1218. Ainsi, dès mai 1222, il vend à l'abbaye de Molesme tout ce qu'il possède dans ce village. Puis en 1223, il vend à l'archevêque de Sens Gauthier le Cornu une forêt près de Brienon. De même, en janvier 1226 où il vend le village d'Herbisse à Thibaut IV contre la somme de 2 500 livres ou encore en juillet 1227 lorsqu'il échange Saint-Mards-en-Othe et Maraye-en-Othe avec sa cousine Hélisende de Rethel, qui est probablement sa première épouse dont il aurait été séparé peu avant 1210, contre la seconde moitié de Ramerupt, réunissant ainsi la totalité de cette importante seigneurie.
Mais enfin les difficultés financières s'amenuisent lorsqu'Érard et son épouse obtiennent en août 1227 de Thibaut IV la fin de leur indemnisation avec la cession d'un grand nombre de petits fiefs disséminés dans tout le comté de Champagne, y compris dans les villes de Troyes et de Provins,.
La paix semble alors installée à Ramerupt, car en 1229 le couple assiste à la fondation de l'abbaye de la Piété-Dieu par le chevalier Philippe de Méringes sur un terrain que ce dernier possède à l'extérieur du bourg sur les bords de la rivière Le Puits. La cérémonie se déroule en présence de nombreux dignitaires dont l'évêque de Troyes Robert qui remet alors à treize jeunes filles leurs habits de religieuse, dont probablement leur propre fille Sibylle de Brienne-Ramerupt,,.

#### Dernier sursaut guerrier

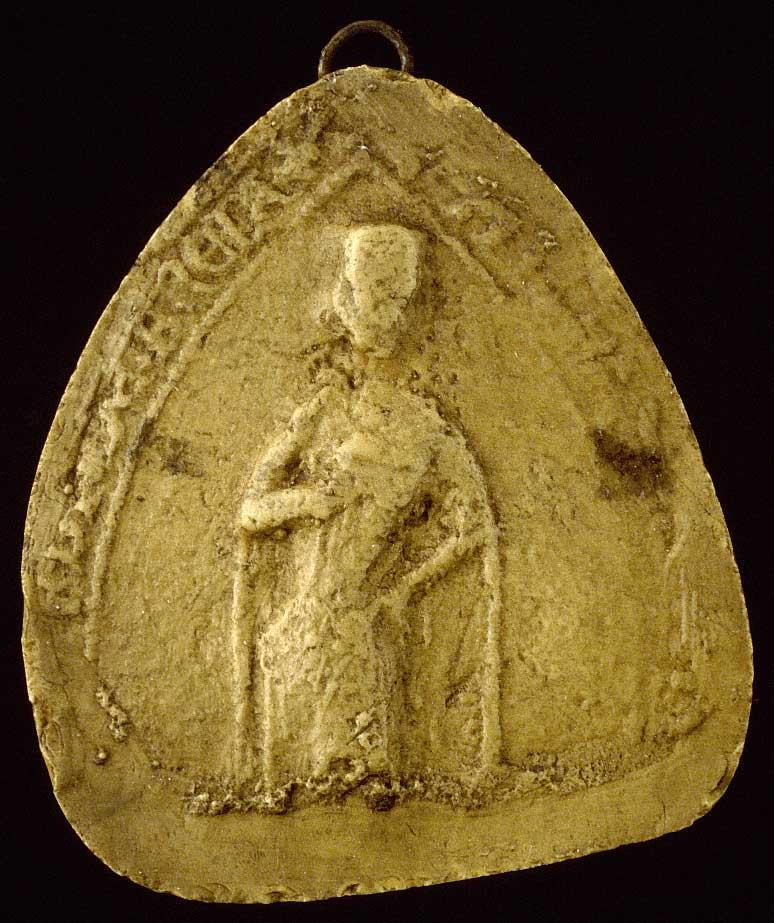
Sceau de Philippa de Champagne, épouse d'Érard de Brienne-Ramerupt.

En 1229, une ligue menée par le duc de Bourgogne Hugues IV, le comte de Forez Guigues IV et le comte de Saint-Pol Hugues Ier, qui comptent parmi les opposants à la régence de Blanche de Castille, attaque son principal soutien, le comte Thibaut IV de Champagne. Face à cette menace, le comte de Champagne cherche à s'attacher la loyauté d'Érard et lui donne à cet effet la mouvance de fiefs situés à Thury, une maison à Troyes ayant auparavant appartenu à Gui de Chappes ainsi qu'une rente de 200 livres. En échange de quoi Érard et son épouse livrent à Thibaut leurs châteaux de Ramerupt et Venizy pendant la durée de la guerre et s'engagent à le soutenir contre le duc de Bourgogne et ses alliés,.
La ligue pénètre en Champagne en 1230 et ravage plusieurs villes avant de vaincre l'armée de Thibaut, obligeant ce dernier à prendre la fuite en direction de Paris. L'armée ennemie continue alors sa route et se dirige vers Ramerupt où elle reste pendant quinze jours avant de se diriger vers Troyes,. Selon certaines sources, ce serait l'armée de Thibaut IV qui reste quinze jours à Ramerupt et qui ravage la ville, mais il s'agit très certainement d'une erreur. Toujours est-il qu'à cette période, Thibaut IV n'avait qu'un seul enfant, une jeune fille prénommée Blanche et âgée de seulement trois ans, et que par conséquent Érard peut être considéré comme le successeur naturel de Thibaut au cas où celui-ci venait à être tué ou déposé. Durant ces deux semaines, des combats semblent néanmoins avoir eu lieu à Ramerupt car les religieuses de l'abbaye de la Piété-Dieu ont dû fuir leur couvent pour aller se réfugier à Dampierre où elles sont accueillies par Marguerite de Flandre, femme de Guillaume II de Dampierre.
Une fois la paix revenue, les finances d'Érard semblent saines, car en 1236 il fait don de l'hôpital Saint-Jean de Ramerupt, de la maladrerie voisine, sise près de Romaines et qui consiste en une grange, ainsi que diverses propriétés à l'abbaye de la Piété-Dieu afin de célébrer la dédicace de son église en présence de l'évêque Nicolas de Brie, qui consacre par la même occasion vingt-deux nouvelles novices.
Une de ses dernières actions d'importance consiste en 1239 à reconstruire son château de Ramerupt et à l'entourer par de nouveaux fossés. Il fait également creuser d'autres fossés afin d'envelopper l'ensemble du bourg.

#### Fin de vie

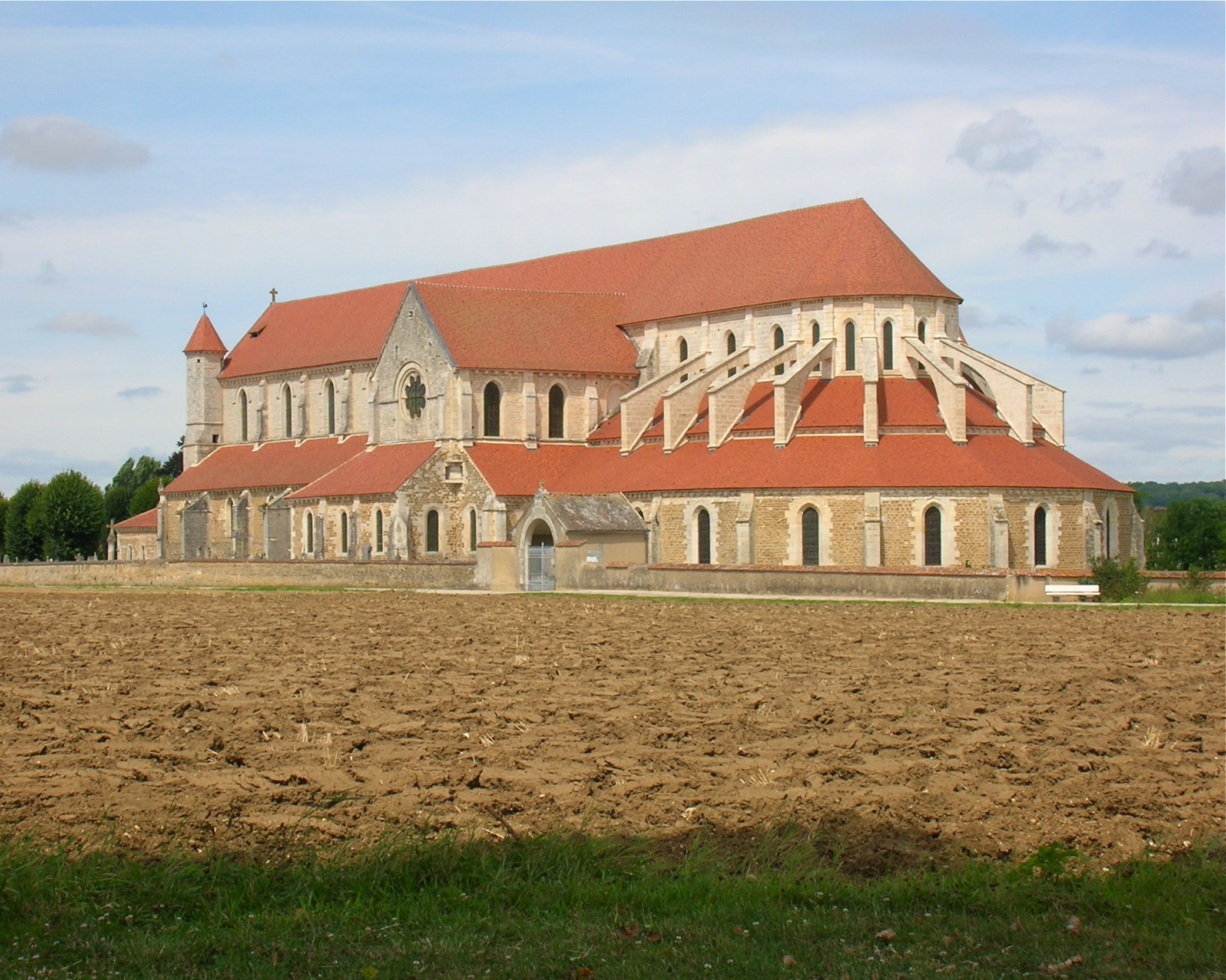
Vue nord-est de l'abbatiale Notre-Dame-et-Saint-Edme de Pontigny.

Érard apparait pour la dernière fois dans une charte en août 1245 tandis que son épouse apparait seule dans une autre charte de juillet 1247 et que son fils Érard II s'intitule seigneur de Ramerupt dans un document de l'abbaye de Montiéramey daté de juillet 1248. L'année de la mort d'Érard  peut donc être située vers 1246, peut-être des suites d'une longue maladie. Il est inhumé dans la salle du chapitre de l'abbaye de Pontigny où repose déjà sa mère.
Il est alors remplacé par ses deux fils : Henri, l'aîné, hérite de la seigneurie de Venizy, tandis que le second, Érard II, obtient celle de Ramerupt.
Quant à son épouse Philippa de Champagne, elle meurt quelques années après lui le 20 décembre 1250 et la reine mère Blanche de Castille la fait inhumer dans l'abbaye royale de Maubuisson, qu'elle avait fondée en 1236.

## Famille

### Mariages et enfants

Blason des comtes de Rethel d'où serait issue Hélisende (de gueules à trois têtes de râteaux d'or).

Il se marie en premières noces avant 1208 avec une femme prénommée Hélisende et présumée issue de la famille des comtes de Rethel, dame de la moitié de Ramerupt, fille du comte Hugues II de Rethel et de son épouse Félicité de Broyes, dame de Beaufort, et avec qui il a au moins un enfant :
- André de Brienne, cité en 1211 et mort jeune et sans postérité[7].

Toutefois, ils sont séparés peu après et Hélisende de Rethel épouse en secondes noces avant 1210 le comte du Perche Thomas, mais elle est veuve en 1217 sans avoir de postérité issue ce deuxième mariage. Elle épouse ensuite en troisièmes noces avant 1225 Garnier IV de Traînel, seigneur de Marigny, avec qui elle aura plusieurs autres enfants.

Blason du royaume de Jérusalem (d'argent, à la croix potencée d'or, cantonnée de quatre croisettes du même).

Début 1215 à Saint-Jean-d'Acre, il épouse en secondes noces Philippa de Champagne, princesse de Jérusalem car fille d'Henri II de Champagne et d'Isabelle de Jérusalem, roi et reine de Jérusalem, avec qui il a neuf enfants,, :
- Henri de Brienne, seigneur de Venizy, mort en 1248 lors de son voyage en Palestine pour la septième croisade. Il épouse Marguerite de Salins, fille de Jean, dit l'Antique ou le Sage, seigneur de Salins, et de Mathilde de Bourgogne, dont il a deux enfants[Note 12] ;
- Érard II de Brienne[Note 13], seigneur de Ramerupt, tué le 8 février 1250 à la bataille de Mansourah lors de la septième croisade. Il n'a pas été marié et n'a pas de descendance connue[Note 14] ;
- Marie de Brienne, morte après 1251, mariée à Gaucher III de Châtillon, seigneur de Nanteuil-la-Fosse, fils de Gaucher II de Châtillon, seigneur de Nanteuil-la-Fosse, et de son épouse Alix de Béthune, avec qui elle a un enfant (Érard de Nanteuil). Veuve avant 1242, elle épouse en secondes noces Hugues II, seigneur de Conflans et maréchal de Champagne, fils d'Eustache II de Conflans dit Torchapeaux et de son épouse Helvide de Thourotte, avec qui elle a un autre enfant (Hugues III de Conflans) ;
- Marguerite de Brienne, morte en 1275, mariée en 1245 à Thierry IV van Beveren, châtelain de Dixmude, fils de Thierry III van Beveren et de son épouse Isabelle de Wallers, avec qui elle a treize enfants. Après la mort de son époux, elle devient moniale à l'abbaye de Flines où elle est inhumée ;
- Héloïse de Brienne, probablement morte jeune et sans descendance ;
- Isabelle de Brienne, morte entre 1274 et 1277, mariée à Henri V, comte de Grandpré, fils d'Henri IV de Grandpré et de son épouse Marie de Garlande, avec qui elle a quatre enfants ;
- Jeanne de Brienne, morte après 1270, mariée vers 1250 à Mathieu III, seigneur de Montmorency, fils de Bouchard VI de Montmorency et de son épouse Isabeau de Laval, avec qui elle a six enfants ;
- Sibylle de Brienne, abbesse de la Piété-Dieu-lès-Ramerupt de 1245 jusqu'à sa mort ;
- Alix de Brienne, citée en 1245 et morte peu après le décès de ses parents sans descendance.